# Megophrys shapingensis
Espèce
Synonymes
- Xenophrys shapingensis (Liu, 1950)
- Atympanophrys shapingensis (Liu, 1950)

Statut de conservation UICN

 LC  : Préoccupation mineure
Megophrys shapingensis est une espèce d'amphibiens de la famille des Megophryidae.

## Répartition
Cette espèce est endémique de République populaire de Chine. Elle se rencontre entre 2 000 et 3 200 m d'altitude dans les provinces du Sichuan, du Yunnan et du Guizhou.

## Description
L'holotype de Megophrys shapingensis, un mâle adulte, mesure 68 mm et le paratype, une femelle adulte, 94 mm. Son dos est brun et porte une marque sombre en forme de X. Sa tête est ornée d'une marque triangulaire. La partie postérieure de sa face ventrale est blanchâtre. Sa gorge, sa poitrine et la partie antérieure de son ventre sont marbrées de gris.

## Étymologie
Son nom d'espèce, composé de shaping et du suffixe latin -ensis, « qui vit dans, qui habite », lui a été donné en référence au lieu de sa découverte, la ville de Shaping dans le xian d'Ebian.

## Publication originale
- Liu, 1950 : Amphibians of Western China. Fieldiana Zoology Memoirs, vol. 2, p. 1-400 (texte intégral).